# 萨尔堡-埃伯斯多夫
萨尔堡-埃伯斯多夫（德語：Saalburg-Ebersdorf，發音：[ˈzaːlˌbʊʁk ˈʔeːbɐsˌdɔʁf]）是德国图林根州萨勒-奥拉县的城市，面积72.05平方千米，2023年12月31日人口为3,292人。该市镇于2003年1月1日由市镇萨尔堡和图林根州埃伯斯多夫合并而成。